# Diofane di Nicea
Diofane di Nicea (Bitinia, ... – ...; fl. I secolo a.C.) è stato un agronomo greco antico vissuto durante il I secolo a.C..

## Biografia
Fu l'autore di un trattato sull'agricoltura: i georgica (Γεωργικά), un compendio della traduzione di Cassio Dionisio d'Utica del trattato di agricoltura del cartaginese Magone. I due trattati non ci sono pervenuti ma l'opera di Diofane fu abbondantemente utilizzata dallo scrittore romano Varrone e anche nella compilazione bizantina Geoponica (in cui una ventina di frammenti sono tratti appunto da Diofane).
Un breve trattato di planimetria e stereometria pervenuto a suo nome è stato pubblicato da Heiberg (Mathematici Graeci Minores, edidit J.L. Heiberg, Copenaghen, 1927) 